# Mount Suribachi
Mount Suribachi (japanisch 摺鉢山 Suribachi-yama, deutsch ‚Kegelberg‘) ist ein 258 m hoher und kegelförmiger Hügel an der Prinz-Harald-Küste des ostantarktischen Königin-Maud-Lands. Er ragt im südzentralen Teil der Halbinsel Skarvsnes auf.
Japanische Wissenschaftler, die ihn 1973 deskriptiv benannten, kartierten ihn anhand von Vermessungen und Luftaufnahmen der von 1957 bis 1963 durchgeführten japanischen Antarktisexpedition. Das Advisory Committee on Antarctic Names übertrug diesen 1975 in einer Teilübersetzung ins Englische.